# Waiden
Waiden (manchmal auch Weiden) ist eine Ortschaft und eine Katastralgemeinde der Gemeinde Brunn an der Wild im Bezirk Horn in Niederösterreich.

## Geschichte
Laut Adressbuch von Österreich waren im Jahr 1938 in der Ortsgemeinde Waiden zwei Gastwirte, ein Glaser, eine Mühle mit Sägewerk, ein Schmied, zwei Tischler und mehrere Landwirte ansässig.

## Siedlungsentwicklung
Zum Jahreswechsel 1979/1980 befanden sich in der Katastralgemeinde Waiden insgesamt 41 Bauflächen mit 27.650 m² und 50 Gärten auf 33.320 m², 1989/1990 gab es 48 Bauflächen. 1999/2000 war die Zahl der Bauflächen auf 113 angewachsen und 2009/2010 bestanden 51 Gebäude auf 121 Bauflächen.

## Bodennutzung
Die Katastralgemeinde ist landwirtschaftlich geprägt. 355 Hektar wurden zum Jahreswechsel 1979/1980 landwirtschaftlich genutzt und 250 Hektar waren forstwirtschaftlich geführte Waldflächen. 1999/2000 wurde auf 354 Hektar Landwirtschaft betrieben und 251 Hektar waren als forstwirtschaftlich genutzte Flächen ausgewiesen. Ende 2018 waren 325 Hektar als landwirtschaftliche Flächen genutzt und Forstwirtschaft wurde auf 258 Hektar betrieben. Die durchschnittliche Bodenklimazahl von Waiden beträgt 26,2 (Stand 2010).

## Persönlichkeiten
- Christian Kaufmann (* 1976), Schweizer Freestyle-Skier